# بدادون
بدادون (به عربی: بدادون) یک زیستگاه انسانی در لبنان است که در استان جبل لبنان واقع شده‌است.

## خصوصیات
بدادون ۴۹۰ متر بالاتر از سطح دریا واقع شده‌است.